# Radicaal 201
Van de in totaal 214 Kangxi-radicalen heeft radicaal 201 de betekenis geel. Het is een van de vier radicalen die bestaan uit twaalf strepen.
In het Kangxi-woordenboek zijn er 42 karakters die dit radicaal gebruiken.

## Karakters met het radicaal 201

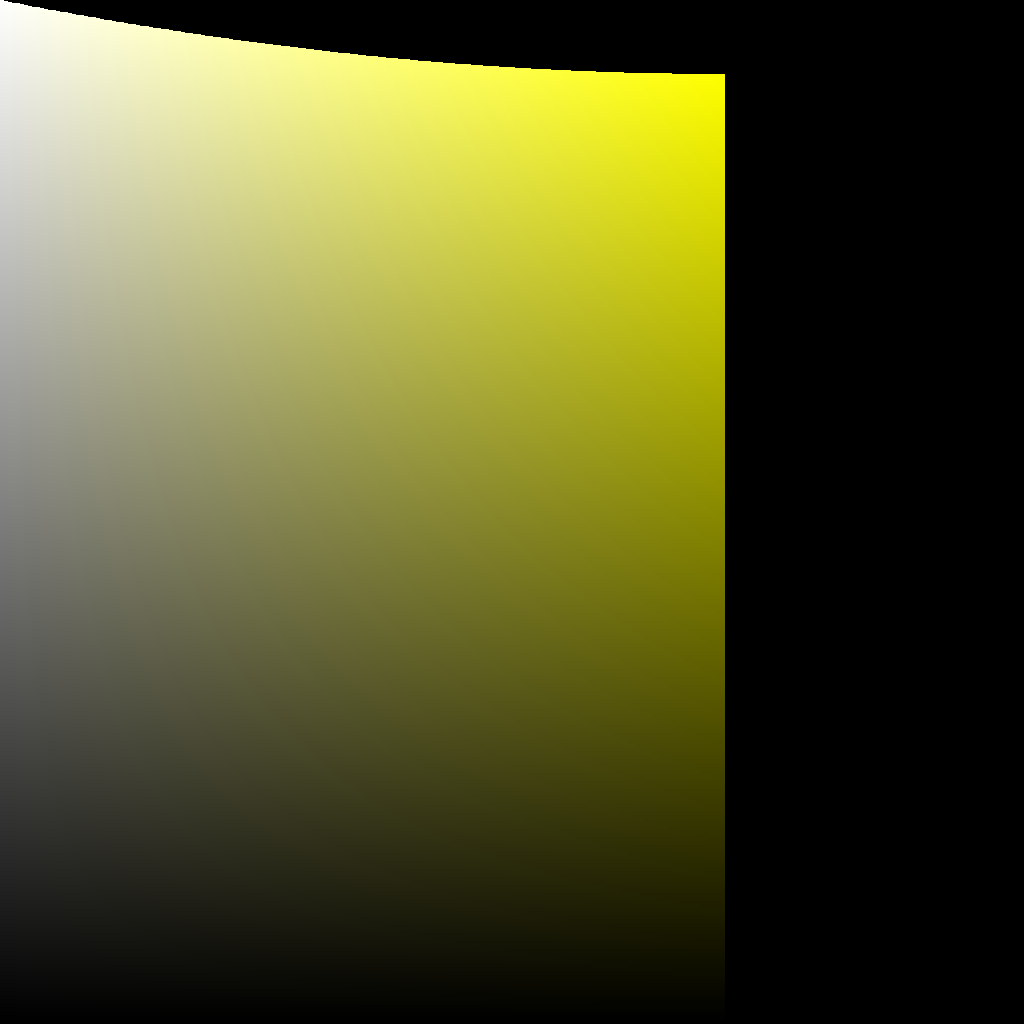
Verloop van de kleur geel.

| Strepen | Karakter |
| ------- | -------- |
| + 0     | 黃 黄    |
| + 4     | 黅 黆    |
| + 5     | 黇 黈 黉 |
| + 6     | 黊 黋    |
| + 13    | 黌       |

Orakelbotkarakter
Bronskarakter
Groot zegelkarakter
Klein zegelkarakter